# 大分市立荷揚町小学校
大分市立荷揚町小学校（おおいたしりつ にあげまちしょうがっこう）は、かつて大分県大分市荷揚町にあった公立小学校である。

## 概要
大分市の中心市街地に位置し、校区には官公庁が立ち並ぶ大手町や、大分市内最大の商業地域である都町、中央町、府内町を含んでいた。
2008年度から2010年度まで文科省の研究開発学校の指定を受け、「ことばコミュニケーション科」を実施。この「ことばコミュニケーション科」では、主として英語を用いて、コミュニケーション能力の素地を育成することを目的とし、児童の生活や教科等で学習したことがらを題材として扱っていた。
卒業生の総数は、11,443人。

## 沿革
- 1871年（明治4年） - 府内藩の藩校であった遊焉館が廃藩置県と共に遊焉館学校となる[3]。
- 1872年（明治5年） - 荷揚町の浄安寺を仮校舎として大分小校が発足[注 1]。
- 1874年（明治7年） - 学制により本格的小学校として発足。府内藩の藩校であった遊焉館跡に校舎を置き[注 1]、名前を府内学校とする。
- 1875年（明治8年） - 町村分合、改称により校名を大分小学校とする。
- 1887年（明治20年） - 現在地に校舎が建てられる。
- 1892年（明治25年）- 附属幼稚園（現大分幼稚園）を併設施設として開園。
- 1908年（明治41年） - 小学校令により女子校となり、大分郡大分女子尋常高等小学校と改名する。
- 1924年（大正13年） - 大分市荷揚町尋常高等小学校となる。
- 1930年（昭和5年） - 高等科は金池町に移り、尋常科だけになる。
- 1941年（昭和16年） - 大分市立荷揚町国民学校となる。
- 1942年（昭和17年）- 大分市で初めての学校給食（おかずのみ、希望者のみ）が実施される[5]。
- 1951年（昭和26年） - 大分市立荷揚町小学校となる。
- 1955年（昭和30年）6月 - 鉄筋コンクリート構造の新校舎が竣工。
- 1957年（昭和32年）2月 - 昭和天皇、香淳皇后が来校。
- 2017年（平成29年）
  - 3月25日 - 閉校式挙行[2][6]。
  - 3月31日 - 閉校。
  - 8月 - 校舎解体を前に、旧校舎内で8月2日から8月9日に黒板アートを制作し、8月13日から8月15日に見学会を実施[7]。

## 統合
少子化の影響や元々住宅地が少ないといった要因から、生徒数が減少傾向にあったため、学校の小規模化に伴い校区の再編成や、同じ大分市立碩田中学校区内にある大分市立中島小学校、大分市立住吉小学校との統廃合が検討された。全国的に少人数学級を推進する動きなどを受け、2005年の時点で協議を一旦終結したが、2012年3月に策定された「大分市立小中学校適正配置基本計画」では、本校、中島小学校、住吉小学校を統合して新設校を建設するとともに、碩田中学校との小中一貫教育の充実を図るという方向性が示された。
2014年2月25日には、大分市教育委員会が、本校、中島小学校、住吉小学校を統合して、碩田中学校と隣接する住吉小学校の校地に、2017年4月に施設一体型小中一貫校を開校することを決定。2016年6月には、この新設校の種類を大分県初の義務教育学校とすること、校名を大分市立碩田学園とすることが決定された。この統合によって、本校は2017年3月に閉校し、4月に大分市立碩田学園が開校した。

## 通学区域
荷揚町、都町一丁目～四丁目、城崎町一丁目～三丁目、中央町一丁目～四丁目、高砂町、寿町、府内町二丁目・三丁目、末広町一丁目

## 周辺施設
- 大分県庁
- 大分市役所
- 大分中央警察署
- 大分市消防局
- 大分中央郵便局
- 大分地方裁判所
- 大分地方検察庁
- 大分市立中島小学校
- アートプラザ
- 府内五番街商店街

## アクセス
- 鉄道：JR大分駅府内中央口（北口）から徒歩約12分
- バス：大分交通「荷揚町」停留所下車。